# Peto on irti
Peto on irti è un singolo del cantante pop finlandese Antti Tuisku, tratto dal decimo album di studio, En kommentoi. È stato pubblicato il 20 febbraio 2015 attraverso la Warner Music Finland.
Un video musicale del singolo è stato girato da Cristal Snow e pubblicato il 19 febbraio 2015.
Il singolo è entrato nelle classifiche finlandesi, raggiungendo la prima posizione in quella dei brani più scaricati.

## Tracce
1. Peto on irti – 3:33

Remix
1. Peto on irti (HeavyWeight remix) – 4:43

## Classifica
| Classifica           | Massima posizione |
| -------------------- | ----------------- |
| Finlandia            | 5                 |
| Finlandia (download) | 1                 |
| Finlandia (radio)    | 43                |